# Typocaeta
Typocaeta is een kevergeslacht uit de familie van de boktorren (Cerambycidae). De wetenschappelijke naam van het geslacht werd voor het eerst geldig gepubliceerd in 1864 door Thomson.

## Soorten
Typocaeta omvat de volgende soorten:
- Typocaeta camerunica Teocchi, 1997
- Typocaeta kenyana Teocchi, 1991
- Typocaeta parva (Breuning, 1940)
- Typocaeta subfasciata Thomson, 1864
- Typocaeta togoensis Adlbauer, 1995